# Jean Pascal
Jean-Pascal Thenistor (Født 28. oktober 1982 i Port-au-Prince i Haiti) er en haitiansk-quebecisk professionel bokser og regerende WBC, IBO og Ring Magazine verdensmester i letsværvægt.
Han flyttede i en alder af fire år med sin mor (en sygeplejerske) og hans ældre bror (Nicholson Poulard) fra Haiti til Laval i Quebec lige uden for Montreal for at få et bedre liv med bedre uddannelse. Hans far, en højt respekteret politiker, forblev i Haiti. Pascal spillede hockey og fodbold i sin barndom, men efter hans ældre bror blev Quebec boksemester i 1996, begyndte Pascal som 13-årig, at besøge boksecenteret "Club Champions St-Michel" én eller to gange hver uge. Hans første træner var Sylvain Gagnon, som mente Pascal var meget talentfuld. Ifølge et interview fra maj 2005, er Pascals idol, Roy Jones Jr. 
I sin amatørkarriere vandt han 103 kampe og tabte til 18. Fra 1998 til 2004 var han canadisk mester syv gange i træk. Han vandt også i 2002 i Commonwealth Games i letmellemvægt og bronzemedaljen ved Pan American Games i 2003.
Ved Sommer-OL 2004 i Athen, tabte Pascal i åbningskampen mod cubanske Yordani Despaigne Herrera.
Pascal fik sin professionelle debut den 3. februar 2005, hvor han besejrede Justin Hahn i anden runde ved teknisk knockout. Efter ni professionelle kampe kæmpede Pascal for Canada National Supermellemvægtstitel og Quebec Boxing Council (CQB) titelen i en national kamp mod Martin Desjardins, og vandt kampen ved KO i 7. runde.
Pascal kæmpede om den ledige WBC Super-mellemvægtstitel den 6. december 2008 i Trent FM Arena i Nottingham, England mod den ubesejrede britiske kæmper og topudfordrer Carl Froch. Pascal holdt sig på benene gennem hele kampen. I sidste ende blev han udbokset i en tæt spændende konkurrence. Slutresultaterne af dommerne var 112-116 | 111-117 | 110-118 til Froch's fordel. Froch besejrede efterfølgende verdensklassebokserne Jermain Taylor og topudfordreren Andre Dirrell, men tabte til Mikkel Kessler. Efter kampen kæmpede Pascal mod Pablo Daniel Zamora Nievas den 4. april 2009 og vandt kampen ved knockout i femte runde.
Den 16. Juli 2009, vandt han WBC letsværvægtertitelen med en pointsystemssejr over Adrian Diaconu. Han forsvarede senere sin titel mod Silvio Branco.